# Franco Amurri
Franco Amurri (* 12. September 1958 in Rom) ist ein italienischer Filmregisseur und Drehbuchautor.

## Leben
Amurri, der Sohn des Schriftstellers und Humoristen Antonio Amurri, begann seine berufliche Laufbahn 1979 als Regieassistent. 1986 drehte er den ersten Film in eigener Regie und nach eigenem Drehbuch.
Schon mit seinem zweiten Film, dem preisgekrönten Da Grande, gelang ihm der Durchbruch und er erhielt anschließend das Angebot, in Hollywood zu drehen. Seine beiden dort produzierten Filme erhielten allerdings nur moderate Kritiken und hatten mäßigen Erfolg. Seit 2005 arbeitet Amurri für das Fernsehen.
Amurri hat gemeinsam mit Susan Sarandon die Tochter Eva Amurri (* 1985), die als Schauspielerin arbeitet.

## Auszeichnungen
Für das Drehbuch der Komödie Da grande (1987) gewann Amurri im Jahr 1988 den Nastro d’Argento des Sindacato Nazionale Giornalisti Cinematografici Italiani. Im Jahr 1996 erhielt er den François Truffaut Award des Giffoni Film Festival.

## Filmografie (Auswahl)
- 1986: Il ragazzo del Pony Express
- 1987: Da grande
- 1990: Flashback (Flashback)
- 1994: Immer Ärger um Dojo (Monkey Trouble)
- 2001: Amici ahrarara
- 2005: Il mio amico Babba Natale (TV)
- 2007: Due imbroglione e mezzo (TV)